# УЕФА Лига Европе 2021/22.
УЕФА Лига Европе 2021/22. била је 51. сезона Лиге Европе, другог по јачини европског фудбалског клупског такмичења које организује УЕФА, а тринаеста сезона од када је оно преименовано из Куп УЕФА у УЕФА Лига Европе.
Такмичење је почело трећим колом квалификација 3. августа 2021. године, а финална утакмица је одиграна 18. маја 2022. на Стадиону Рамон Санчез Писхуан у Севиљи. У финалу, Ајнтрахт Франкфурт је савладао Рејнџерс с резултатом 5 : 4, након извођења једанаестераца (резултат је после регуларног дела и продужетака био 1 : 1). Ајнтрахт је тако по други пут у својој историји постао шампион овог такмичења. Као победник, немачки клуб се аутоматски квалификовао у групну фазу Лиге шампиона 2022/23. и такође је обезбедио место у УЕФА суперкупу 2022. године.
Ова сезона је прва у којој се одржавају три значајна европска клупска такмичења (Лига шампиона, Лига Европе и Лига конференције) још од сезоне 1998/99. (када се последњи пут одигравао Куп победника купова) под окриљем УЕФА. Систем такмичења у Лиги Европе претрпео је велике промене. Број екипа у групној фази смањен је са 48 на 32, а значајно је смањен и број екипа које учествују у квалификацијама. Такође, гарантовано место у елиминационој фази сада имају само првопласиране екипе у групама, док другопласиране екипе из групне фазе као и трећепласиране екипе из групне фазе Лиге шампиона играју својеврсни плеј-оф за пролазак у осмину финала.
Дана 24. јуна 2021. године, УЕФА је одобрила предлог о укидању правила гола у гостима у свим клупским такмичењима, које је примењивано од 1965. године.
Као освајач титуле Лиге Европе 2020/21, Виљареал је обезбедио пласман у Лиги шампиона 2021/22. Шпански клуб је у прошлогодишњем финалу победио екипу Манчестер јунајтеда и тако освојио своју прву европску титулу у историји.

## Учешће екипа

### Рангирање савеза
| Поз. | Савез      | Коеф.   | Бр. ФК | Дод.    |
| ---- | ---------- | ------- | ------ | ------- |
| 1    | Шпанија    | 102,283 | 2      |         |
| 2    | Енглеска   | 90,462  | 2      |         |
| 3    | Немачка    | 74,784  | 2      |         |
| 4    | Италија    | 70,653  | 2      |         |
| 5    | Француска  | 59,248  | 2      | +1 (ЛШ) |
| 6    | Португал   | 49,449  | 1      |         |
| 7    | Русија     | 45,549  | 1      | +1 (ЛШ) |
| 8    | Белгија    | 37,900  | 1      | +1 (ЛШ) |
| 9    | Украјина   | 36,100  | 1      |         |
| 10   | Холандија  | 35,750  | 1      | +1 (ЛШ) |
| 11   | Турска     | 33,600  | 1      | +1 (ЛШ) |
| 12   | Аустрија   | 32,925  | 1      | +1 (ЛШ) |
| 13   | Данска     | 29,250  | 1      | +2 (ЛШ) |
| 14   | Шкотска    | 27,875  | 1      | +2 (ЛШ) |
| 15   | Чешка      | 27,300  | 1      | +2 (ЛШ) |
| 16   | Кипар      | 26,750  | 1      | +1 (ЛШ) |
| 17   | Швајцарска | 26,400  | 0      |         |
| 18   | Грчка      | 26,300  | 0      | +1 (ЛШ) |
| 19   | Србија     | 25,500  | 0      | +1 (ЛШ) |

| Поз. | Савез       | Коеф.  | Бр. ФК | Дод.    |
| ---- | ----------- | ------ | ------ | ------- |
| 20   | Хрватска    | 24,875 | 0      | +1 (ЛШ) |
| 21   | Шведска     | 22,750 | 0      |         |
| 22   | Норвешка    | 21,750 | 0      |         |
| 23   | Израел      | 19,625 | 0      |         |
| 24   | Казахстан   | 19,250 | 0      | +1 (ЛШ) |
| 25   | Белорусија  | 18,875 | 0      |         |
| 26   | Азербејџан  | 18,750 | 0      | +1 (ЛШ) |
| 27   | Бугарска    | 17,375 | 0      | +1 (ЛШ) |
| 28   | Румунија    | 16,700 | 0      | +1 (ЛШ) |
| 29   | Пољска      | 16,625 | 0      | +1 (ЛШ) |
| 30   | Словачка    | 15,875 | 0      | +1 (ЛШ) |
| 31   | Лихтенштајн | 13,500 | 0      |         |
| 32   | Словенија   | 13,000 | 0      | +1 (ЛШ) |
| 33   | Мађарска    | 12,875 | 0      | +1 (ЛШ) |
| 34   | Луксембург  | 8,000  | 0      |         |
| 35   | Литванија   | 7,875  | 0      | +1 (ЛШ) |
| 36   | Јерменија   | 7,625  | 0      | +1 (ЛШ) |
| 37   | Летонија    | 7,625  | 0      |         |

| Поз. | Савез               | Коеф. | Бр. ФК | Дод.    |
| ---- | ------------------- | ----- | ------ | ------- |
| 38   | Албанија            | 7,375 | 0      |         |
| 39   | Северна Македонија  | 7,375 | 0      |         |
| 40   | Босна и Херцеговина | 6,875 | 0      |         |
| 41   | Молдавија           | 6,750 | 0      |         |
| 42   | Ирска               | 6,700 | 0      |         |
| 43   | Финска              | 6,500 | 0      | +1 (ЛШ) |
| 44   | Грузија             | 5,750 | 0      |         |
| 45   | Малта               | 5,750 | 0      |         |
| 46   | Исланд              | 5,375 | 0      |         |
| 47   | Велс                | 5,000 | 0      |         |
| 48   | Северна Ирска       | 4,875 | 0      |         |
| 49   | Гибралтар           | 4,750 | 0      | +1 (ЛШ) |
| 50   | Црна Гора           | 4,375 | 0      |         |
| 51   | Естонија            | 4,375 | 0      | +1 (ЛШ) |
| 52   | Република Косово    | 4,000 | 0      |         |
| 53   | Фарска Острва       | 3,750 | 0      |         |
| 54   | Андора              | 2,831 | 0      |         |
| 55   | Сан Марино          | 0,666 | 0      |         |

### Распоред екипа
|                                       |                                       | Екипе које почињу такмичење од наведене фазе | Екипе које су се квалификовале из претходне фазе                                                                    | Екипе које су испале из Лиге шампиона |
| ------------------------------------- | ------------------------------------- | --- | --- | --- |
| Треће коло квалификација (16 екипа)   | Стаза првака (10 екипа)               | | | - 10 екипа елиминисаних у другом колу квалификација за Лигу шампиона (стаза првака) |
| Треће коло квалификација (16 екипа)   | Главна стаза (6 екипа)                | - 3 победника националних купова савеза који су рангирани од 14. до 16. места | | - 3 поражених екипа из другог кола квалификација за Лигу шампиона (главна стаза) |
| Коло плеј-офа (20 екипа)              | Коло плеј-офа (20 екипа)              | - 6 победника националних купова савеза који су рангирани од 8. до 13. места | - 5 победника из трећег кола квалификација (стаза првака) - 3 победника из трећег кола квалификација (главна стаза) | - 6 поражених екипа из трећег кола квалификација за Лигу шампиона (стаза првака) |
| Групна фаза (32 екипе)                | Групна фаза (32 екипе)                | - 7 победника националних купова савеза који су рангирани од 1. до 7. места - 1 четвртопласирана екипа из савеза који је рангиран на 5. месту - 4 петопласиране екипе из савеза који су рангирани од 1. до 4. места | - 10 победника из кола плеј-офа                                                                                     | - 4 поражених екипа из кола плеј-офа за Лигу шампиона (стаза првака) - 2 поражене екипе из кола плеј-офа за Лигу шампиона (главна стаза) - 4 поражених екипа из трећег кола квалификација за Лигу шампиона (главна стаза) |
| Бараж за елиминациону фазу (16 екипа) | Бараж за елиминациону фазу (16 екипа) | | - 8 другопласираних екипа у групној фази Лиге Европе                                                                | - 8 трећепласираних екипа у групној фази Лиге шампиона |
| Елиминациона фаза (16 екипа)          | Елиминациона фаза (16 екипа)          | | - 8 победника групне фазе Лиге Европе - 8 победника баража за елиминациону фазу                                     | |

### Екипе
Ознаке у заградама показују како се свака екипа квалификовала за место свог стартног круга квалификација:  
- ОК: победник националног купа
- П-ПО: победник националног доигравања за Лигу Европе
- ЛШ: елиминисане екипе из Лиге шампиона
  - ГР: трећепласирана екипа из групне фазе
  - ПО: поражени из плеј-офа
  - КВ3: поражени из трећег кола квалификација
  - КВ2: поражени из другог кола квалификација
  - КВ1: поражени из првог кола квалификација
  - КВ1: поражени из прелиминарног кола

| Фаза такмичења             | Фаза такмичења             | Екипе                     | Екипе                  | Екипе                     | Екипе                      |  |  |
| -------------------------- | -------------------------- | ------------------------- | ---------------------- | ------------------------- | -------------------------- |  |  |
| Бараж за елиминациону фазу | Бараж за елиминациону фазу | РБ Лајпциг (ГФ ЛШ)        | Порто (ГФ ЛШ)          | Борусија Дортмунд (ГФ ЛШ) | Шериф Тираспољ (ГФ ЛШ)     |  |  |
| Бараж за елиминациону фазу | Бараж за елиминациону фазу | Барселона (ГФ ЛШ)         | Аталанта (ГФ ЛШ)       | Севиља (ГФ ЛШ)            | Зенит (ГФ ЛШ)              |  |  |
|                            |                            |                           |                        |                           |                            |  |  |
| Групна фаза                | Групна фаза                | Реал Сосиједад (5)        | Реал Бетис (6)         | Лестер Сити (ОК)          | Вест Хем јунајтед (6)      |  |  |
| Групна фаза                | Групна фаза                | Ајнтрахт Франкфурт (5)    | Бајер Леверкузе (6)    | Наполи (5)                | Лацио (6)                  |  |  |
| Групна фаза                | Групна фаза                | Олимпик Лион (4)          | Олимпик Марсељ (5)     | Брага (ОК)                | Локомотива Москва (ОК)     |  |  |
| Групна фаза                | Групна фаза                | Брондби (ЛШ ПО)           | Динамо Загреб (ЛШ ПО)  | Лудогорец Разград (ЛШ ПО) | Ференцварош (ЛШ ПО)        |  |  |
| Групна фаза                | Групна фаза                | Монако (ЛШ ПО)            | ПСВ Ајндховен (ЛШ ПО)  | Спартак Москва (ЛШ КВ3)   | Генк (ЛШ КВ3)              |  |  |
| Групна фаза                | Групна фаза                | Мидтјиланд (ЛШ КВ3)       | Спарта Праг (ЛШ КВ3)   |                           |                            |  |  |
|                            |                            |                           |                        |                           |                            |  |  |
| Коло плеј-офа              | Коло плеј-офа              | Ројал Антверпен (3)       | Зорја Луганск (3)      | АЗ Алкмар (3)             | Фенербахче (3)             |  |  |
| Коло плеј-офа              | Коло плеј-офа              | Штурм Грац (3)            | Рандерс (ОК)           | Рејнџерс (ЛШ КВ3)         | Славија Праг (ЛШ КВ3)      |  |  |
| Коло плеј-офа              | Коло плеј-офа              | Олимпијакос (ЛШ КВ3)      | Црвена звезда (ЛШ КВ3) | ЧФР Клуж (ЛШ КВ3)         | Легија Варшава (ЛШ КВ3)    |  |  |
| Коло плеј-офа              | Коло плеј-офа              |                           |                        |                           |                            |  |  |
| Треће коло квалификација   | Стаза првака               | Омонија (ЛШ КВ2)          | Каират Алмати (ЛШ КВ2) | Нефчи Баку (ЛШ КВ2)       | Слован Братислава (ЛШ КВ2) |  |  |
| Треће коло квалификација   | Стаза првака               | Мура (ЛШ КВ2)             | Жалгирис (ЛШ КВ2)      | Алашкерт (ЛШ КВ2)         | ХЈК Хелсинки (ЛШ КВ2)      |  |  |
| Треће коло квалификација   | Стаза првака               | Линколн Ред Импс (ЛШ КВ2) | Флора Талин (ЛШ КВ2)   |                           |                            |  |  |
| Треће коло квалификација   | Главна стаза               | Сент Џонстон (ОК)         | Јаблонец (3)           | Анортозис Фамагуста (ОК)  | Галатасарај (ЛШ КВ2)       |  |  |
| Треће коло квалификација   | Главна стаза               | Рапид Беч (ЛШ КВ2)        | Селтик (ЛШ КВ2)        |                           |                            |  |  |

## Календар такмичења
Календар такмичења је приложен у доњој табели. Утакмице се играју четвртком (мада се може десити да се одређене утакмице играју у уторак или у среду због сукоба у распореду), осим финала које се игра у среду. Предвиђени почетак утакмица од групне фазе па надаље је у 18.45 часова (пре су оне почињале у 18.55 ч) и у 21.00 час по CEST-у, односно CET-у.
Сва жребања почињу у 13.00 ч или 13.30 ч по CEST-у, односно CET-у. Извлачења се одржавају у седишту Уефе у швајцарском граду Нион. Дана 16. јула 2021. године, УЕФА је саопштила да ће се жреб за учеснике групне фазе одржати у Истанбулу у Турској.
| Ниво          | Коло                       | Жреб               | Прва утакмица                                           | Друга утакмица                                          |
| ------------- | -------------------------- | ------------------ | ------------------------------------------------------- | ------------------------------------------------------- |
| Квалификације | Треће коло квалификација   | 19. јул 2021.      | 5. август 2021.                                         | 12. август 2021.                                        |
| Квалификације | Коло плеј-офа              | 2. август 2021.    | 19. август 2021.                                        | 26. август 2021.                                        |
| Групна фаза   | 1. коло                    | 27. август 2021.   | 16. септембар 2021.                                     | 16. септембар 2021.                                     |
| Групна фаза   | 2. коло                    | 27. август 2021.   | 30. септембар 2021.                                     | 30. септембар 2021.                                     |
| Групна фаза   | 3. коло                    | 27. август 2021.   | 21. октобар 2021.                                       | 21. октобар 2021.                                       |
| Групна фаза   | 4. коло                    | 27. август 2021.   | 4. новембар 2021.                                       | 4. новембар 2021.                                       |
| Групна фаза   | 5. коло                    | 27. август 2021.   | 25. новембар 2021.                                      | 25. новембар 2021.                                      |
| Групна фаза   | 6. коло                    | 27. август 2021.   | 9. децембар 2021.                                       | 9. децембар 2021.                                       |
| Завршни део   | Бараж за елиминациону фазу | 13. децембар 2021. | 17. фебруар 2022.                                       | 24. фебруар 2022.                                       |
| Завршни део   | Осмина финала              | 25. фебруар 2022.  | 10. март 2022.                                          | 17. март 2022.                                          |
| Завршни део   | Четвртфинале               | 18. март 2022.     | 7—14. април 2022.                                       | 7—14. април 2022.                                       |
| Завршни део   | Полуфинале                 | 18. март 2022.     | 28—5. април/мај 2022.                                   | 28—5. април/мај 2022.                                   |
| Завршни део   | Финале                     | 18. март 2022.     | 18. мај 2022. на Стадиону Рамон Санчез Писхуан у Севиљи | 18. мај 2022. на Стадиону Рамон Санчез Писхуан у Севиљи |

## Квалификације

### Треће коло квалификација
Жреб за треће коло квалификација одржан је 19. јула 2021. Утакмице су одигране од 3. до 5. августа 2021. и од 10. до 12. августа 2021. 
Победници двомеча су се пласирали у коло плеј-офа за улазак у групну фазу Лиге Европе. Поражене екипе су пребачене у коло плеј-офа за улазак у Лигу конференције.
| Тим #1           | рез.                | Тим #2              | прва утакмица | друга утакмица   |              |
| Стаза првака     | Стаза првака        | Стаза првака        | Стаза првака  | Стаза првака     | Стаза првака |
| ---------------- | ------------------- | ------------------- | ------------- | ---------------- | ------------ |
| Омонија          | 2 : 2 (5 : 4, пен.) | Флора Талин         | 1 : 0         | 1 : 2 (п. с. н.) |              |
| НШ Мура          | 1 : 0               | Жалгирис            | 0 : 0         | 1 : 0            |              |
| Каират           | 2 : 3               | Алашкерт            | 0 : 0         | 2 : 3 (п. с. н.) |              |
| Линколн Ред Импс | 2 : 4               | Слован Братислава   | 1 : 3         | 1 : 1            |              |
| Нефчи Баку       | 2 : 5               | ХЈК Хелсинки        | 2 : 2         | 0 : 3            |              |
| Главна стаза     |                     |                     |               |                  |              |
| Јаблонец         | 2 : 7               | Селтик              | 2 : 4         | 0 : 3            |              |
| Рапид Беч        | 4 : 2               | Анортозис Фамагуста | 3 : 0         | 1 : 2            |              |
| Галатасарај      | 5 : 3               | Сент Џонстон        | 1 : 1         | 4 : 2            |              |

### Коло плеј-офа
Жреб за коло плеј-офа одржан је 2. августа 2021. Утакмице су одигране 17, 18. и 19. августа и 26. августа 2021. године.
Победници двомеча су се пласирали у групну фазу Лиге Европе. Поражене екипе су пребачене у групну фазу Лиге конференције.
| Тим #1        | рез.                | Тим #2            | прва утакмица | друга утакмица   |
| ------------- | ------------------- | ----------------- | ------------- | ---------------- |
| Рандерс       | 2 : 3               | Галатасарај       | 1 : 1         | 1 : 2            |
| Рапид Беч     | 6 : 2               | Зорја Луганск     | 3 : 0         | 3 : 2            |
| Селтик        | 3 : 2               | АЗ Алкмар         | 2 : 0         | 1 : 2            |
| Фенербахче    | 6 : 2               | ХЈК Хелсинки      | 1 : 0         | 5 : 2            |
| Мура          | 1 : 5               | Штурм Грац        | 1 : 3         | 0 : 2            |
| Омонија       | 4 : 4 (2 : 3, пен.) | Ројал Антверпен   | 4 : 2         | 0 : 2 (п. с. н.) |
| Олимпијакос   | 5 : 2               | Слован Братислава | 3 : 0         | 2 : 2            |
| Рејнџерс      | 1 : 0               | Алашкерт          | 1 : 0         | 0 : 0            |
| Славија Праг  | 3 : 4               | Легија Варшава    | 2 : 2         | 1 : 2            |
| Црвена звезда | 6 : 1               | ЧФР Клуж          | 4 : 0         | 2 : 1            |

## Групна фаза
Жреб за групну фазу одржан је 27. августа 2021. у 12.00 часова (13.00 часова по турском времену) у Истанбулу (Турска). Тридесет и две екипе подељена су у осам група, а у свакој групи се налазе по четири екипе. Током жребања, екипе су подељене у четири шешира на основу својих клупских коефицијената за 2021. Екипе из истог савеза не могу бити извучене у истој групи.
Победници сваке групе пласирају се у осмину финала, другопласирани играју бараж за улазак у елиминациону фазу, трећепласирани одлазе у бараж за улазак у осмину финала Лиге конференције, док ће четвртопласирани тимови бити елиминисани из европских такмичења за ову сезону. Трећепласиране екипе у групној фази Лиге шампиона такође играју бараж за улазак у елиминациону фазу Лиге Европе.
Брондби и Вест Хам јунајтед дебитују у групној фази Лиге Европе (мада је Брондби претходно играо у групној фази Купа УЕФА).
| Први шешир - Олимпик Лион (коеф.: 76,000) - Наполи (коеф.: 74,000) - Бајер Леверкузен (коеф.: 57,000) - Динамо Загреб (коеф.: 44,500) - Лацио (коеф.: 44,000) - Олимпијакос (коеф.: 43,000) - Монако (коеф.: 36,000) - Брага (коеф.: 35,000) | Други шешир - Селтик (коеф.: 34,000) - Ајнтрахт Франкфурт (коеф.: 33,000) - Црвена звезда (коеф.: 32,500) - Лестер Сити (коеф.: 32,000) - Рејнџерс (коеф.: 31,250) - Локомотива Москва (коеф.: 31,000) - Генк (коеф.: 30,000) - ПСВ Ајндховен (коеф.: 29,000) | Трећи шешир - Олимпик Марсељ (коеф.: 28,000) - Лудогорец Разград (коеф.: 28,000) - Вест Хем јунајтед (коеф.: 20,113) - Реал Сосиједад (коеф.: 19,571) - Реал Бетис (коеф.: 19,571) - Фенербахче (коеф.: 19,500) - Спартак Москва (коеф.: 18,500) - Спарта Праг (коеф.: 17,500) | Четврти шешир - Рапид Беч (коеф.: 17,000) - Галатасарај (коеф.: 17,000) - Легија Варшава (коеф.: 16,500) - Мидтјиланд (коеф.: 13,500) - Ференцварош (коеф.: 13,500) - Ројал Антверпен (коеф.: 10,500) - Штурм Грац (коеф.: 7,165) - Брондби (коеф.: 7,000) |

| Легенда:                                                                                           |
| -------------------------------------------------------------------------------------------------- |
| Победници групе пролазе у осмину финала.                                                           |
| Другопласирана екипа наставља такмичење у баражу за пласман у елиминациону фазу Лиге Европе.       |
| Трећепласирана екипа наставља такмичење у баражу за пласман у елиминациону фазу Лиге конференције. |
| Четвртопласирана екипа је елиминисана из даљег такмичења.                                          |

### Група А
| Клуб         | ЛИО   | РЕЈ   | СПП   | БРО   |
| ------------ | ----- | ----- | ----- | ----- |
| Олимпик Лион | –     | 1 : 1 | 3 : 0 | 3 : 0 |
| Рејнџерс     | 0 : 2 | –     | 2 : 0 | 2 : 0 |
| Спарта Праг  | 3 : 4 | 1 : 0 | –     | 2 : 0 |
| Брондби      | 1 : 3 | 1 : 1 | 0 : 0 | –     |

| Табела          | ИГ | Д | Н | И | ГД | ГП | ГР  | Бод. |
| --------------- | -- | - | - | - | -- | -- | --- | ---- |
| 1. Олимпик Лион | 6  | 5 | 1 | 0 | 16 | 5  | +11 | 16   |
| 2. Рејнџерс     | 6  | 2 | 2 | 2 | 6  | 5  | +1  | 8    |
| 3. Спарта Праг  | 6  | 2 | 1 | 3 | 6  | 9  | -3  | 7    |
| 4. Брондби      | 6  | 0 | 2 | 4 | 2  | 11 | -9  | 2    |

### Група Б
| Клуб           | МОН   | ПСВ   | РСО   | ШТУ   |
| -------------- | ----- | ----- | ----- | ----- |
| Монако         | –     | 0 : 0 | 2 : 1 | 1 : 0 |
| ПСВ Ајндховен  | 1 : 2 | –     | 2 : 2 | 2 : 0 |
| Реал Сосиједад | 1 : 1 | 3 : 0 | –     | 1 : 1 |
| Штурм Грац     | 1 : 1 | 1 : 4 | 0 : 1 | –     |

| Табела            | ИГ | Д | Н | И | ГД | ГП | ГР | Бод. |
| ----------------- | -- | - | - | - | -- | -- | -- | ---- |
| 1. Монако         | 6  | 3 | 3 | 0 | 7  | 4  | +3 | 12   |
| 2. Реал Сосиједад | 6  | 2 | 3 | 1 | 9  | 6  | +3 | 9    |
| 3. ПСВ Ајндховен  | 6  | 2 | 2 | 2 | 9  | 8  | +1 | 8    |
| 4. Штурм Грац     | 6  | 0 | 2 | 4 | 3  | 10 | -7 | 2    |

### Група Ц
| Клуб           | НАП   | ЛЕС   | СПМ   | ЛЕГ   |
| -------------- | ----- | ----- | ----- | ----- |
| Наполи         | –     | 3 : 2 | 2 : 3 | 3 : 0 |
| Лестер Сити    | 2 : 2 | –     | 1 : 1 | 3 : 1 |
| Спартак Москва | 2 : 1 | 3 : 4 | –     | 0 : 1 |
| Легија Варшава | 1 : 4 | 1 : 0 | 0 : 1 | –     |

| Табела            | ИГ | Д | Н | И | ГД | ГП | ГР | Бод. |
| ----------------- | -- | - | - | - | -- | -- | -- | ---- |
| 1. Спартак Москва | 6  | 3 | 1 | 2 | 10 | 9  | +1 | 10   |
| 2. Наполи         | 6  | 3 | 1 | 2 | 15 | 10 | +5 | 10   |
| 3. Лестер Сити    | 6  | 2 | 2 | 2 | 12 | 11 | +1 | 8    |
| 4. Легија Варшава | 6  | 2 | 0 | 4 | 4  | 11 | -7 | 6    |

### Група Д
| Клуб               | ОЛИ   | ФРА   | ФЕН   | АНТ   |
| ------------------ | ----- | ----- | ----- | ----- |
| Олимпијакос        | –     | 1 : 2 |       | 2 : 1 |
| Ајнтрахт Франкфурт | 3 : 1 | –     | 1 : 1 | 2 : 2 |
| Фенербахче         | 0 : 3 | 1 : 1 | –     | 2 : 2 |
| Ројал Антверпен    | 1 : 0 | 0 : 1 | 0 : 3 | –     |

| Табела                | ИГ | Д | Н | И | ГД | ГП | ГР | Бод. |
| --------------------- | -- | - | - | - | -- | -- | -- | ---- |
| 1. Ајнтрахт Франкфурт | 6  | 3 | 3 | 0 | 10 | 6  | +4 | 12   |
| 2. Олимпијакос        | 6  | 3 | 0 | 3 | 8  | 7  | +1 | 9    |
| 3. Фенербахче         | 6  | 1 | 3 | 2 | 7  | 8  | -1 | 6    |
| 4. Ројал Антверпен    | 6  | 1 | 2 | 3 | 6  | 10 | -4 | 5    |

### Група Е
| Клуб              | ЛАЦ   | ЛОК   | МАР   | ГАЛ   |
| ----------------- | ----- | ----- | ----- | ----- |
| Лацио             | –     | 2 : 0 | 0 : 0 | 0 : 0 |
| Локомотива Москва | 0 : 3 | –     | 1 : 1 | 0 : 1 |
| Олимпик Марсељ    | 2 : 2 | 1 : 0 | –     | 0 : 0 |
| Галатасарај       | 1 : 0 | 1 : 1 | 4 : 2 | –     |

| Табела               | ИГ | Д | Н | И | ГД | ГП | ГР | Бод. |
| -------------------- | -- | - | - | - | -- | -- | -- | ---- |
| 1. Галатасарај       | 6  | 3 | 3 | 0 | 7  | 3  | +4 | 12   |
| 2. Лацио             | 6  | 2 | 3 | 1 | 7  | 3  | +4 | 9    |
| 3. Олимпик Марсељ    | 6  | 1 | 4 | 1 | 6  | 7  | -1 | 7    |
| 4. Локомотива Москва | 6  | 0 | 2 | 4 | 2  | 9  | -7 | 2    |

### Група Ф
| Клуб              | БРА   | ЦЗВ   | ЛУД   | МИД   |
| ----------------- | ----- | ----- | ----- | ----- |
| Брага             | –     | 1 : 1 | 4 : 2 | 3 : 1 |
| Црвена звезда     | 2 : 1 | –     | 1 : 0 | 0 : 1 |
| Лудогорец Разград | 0 : 1 | 0 : 1 | –     | 0 : 0 |
| Мидтјиланд        | 3 : 2 | 1 : 1 | 1 : 1 | –     |

| Табела               | ИГ | Д | Н | И | ГД | ГП | ГР | Бод. |
| -------------------- | -- | - | - | - | -- | -- | -- | ---- |
| 1. Црвена звезда     | 6  | 3 | 2 | 1 | 6  | 4  | +2 | 11   |
| 2. Брага             | 6  | 3 | 1 | 2 | 12 | 9  | +3 | 10   |
| 3. Мидтјиланд        | 6  | 2 | 3 | 1 | 7  | 7  | 0  | 9    |
| 4. Лудогорец Разград | 6  | 0 | 2 | 4 | 3  | 8  | -5 | 2    |

### Група Г
| Клуб             | БАЈ   | СЕЛ   | БЕТ   | ФЕР   |
| ---------------- | ----- | ----- | ----- | ----- |
| Бајер Леверкузен | –     | 3 : 2 | 4 : 0 | 2 : 1 |
| Селтик           | 0 : 4 | –     | 3 : 2 | 2 : 0 |
| Реал Бетис       | 1 : 1 | 4 : 3 | –     | 2 : 0 |
| Ференцварош      | 1 : 0 | 2 : 3 | 1 : 3 | –     |

| Табела              | ИГ | Д | Н | И | ГД | ГП | ГР | Бод. |
| ------------------- | -- | - | - | - | -- | -- | -- | ---- |
| 1. Бајер Леверкузен | 6  | 4 | 1 | 1 | 14 | 5  | +9 | 13   |
| 2. Реал Бетис       | 6  | 3 | 1 | 2 | 12 | 12 | 0  | 10   |
| 3. Селтик           | 6  | 3 | 0 | 3 | 13 | 15 | -2 | 9    |
| 4. Ференцварош      | 6  | 1 | 0 | 5 | 5  | 12 | -7 | 3    |

### Група Х
| Клуб              | ДИН   | ГНК   | ВЕС   | РАП   |
| ----------------- | ----- | ----- | ----- | ----- |
| Динамо Загреб     | –     | 1 : 1 | 0 : 2 | 3 : 1 |
| Генк              | 0 : 3 | –     | 2 : 2 | 0 : 1 |
| Вест Хем јунајтед | 0 : 1 | 3 : 0 | –     | 2 : 0 |
| Рапид Беч         | 2 : 1 | 0 : 1 | 0 : 2 | –     |

| Табела              | ИГ | Д | Н | И | ГД | ГП | ГР | Бод. |
| ------------------- | -- | - | - | - | -- | -- | -- | ---- |
| 1. Вест Хем јуајтед | 6  | 4 | 1 | 1 | 11 | 3  | +8 | 13   |
| 2. Динамо Загреб    | 6  | 3 | 1 | 2 | 9  | 6  | +3 | 10   |
| 3. Рапид Беч        | 6  | 2 | 0 | 4 | 4  | 9  | -5 | 6    |
| 4. Генк             | 6  | 1 | 2 | 3 | 4  | 10 | -6 | 5    |

## Елиминациона фаза

### Првопласиране и другопласиране екипе у групној фази Лиге Европе
У елиминационој фази учествује осам екипа које су завршиле на првом месту у групној фази и осам екипа које су изашле као победнице у баражу за улазак у елиминациону фазу.
| Група | Победник групе (повлашћени у осмини финала) | Другопласирани (повлашћени у баражу за осмину финала) |
| ----- | ------------------------------------------- | ----------------------------------------------------- |
| А     | Олимпик Лион                                | Рејнџерс                                              |
| Б     | Монако                                      | Реал Сосиједад                                        |
| Ц     | Спартак Москва                              | Наполи                                                |
| Д     | Ајнтрахт Франкфурт                          | Олимпијакос                                           |
| Е     | Галатасарај                                 | Лацио                                                 |
| Ф     | Црвена звезда                               | Брага                                                 |
| Г     | Бајер Леверкузен                            | Реал Бетис                                            |
| Х     | Вест Хем јунајтед                           | Динамо Загреб                                         |

### Трећепласиране екипе из групне фазе Лиге шампиона
| Група | Трећепласиране екипе (неповлашћени у баражу за осмину финала) |
| ----- | ------------------------------------------------------------- |
| А     | РБ Лајпциг                                                    |
| Б     | Порто                                                         |
| Ц     | Борусија Дортмунд                                             |
| Д     | Шериф Тираспољ                                                |
| Е     | Барселона                                                     |
| Ф     | Аталанта                                                      |
| Г     | Севиља                                                        |
| Х     | Зенит Санкт Петербург                                         |

## Бараж за елиминациону фазу
Жреб је био одржан 13. децембра 2021. године. Прве утакмице су игране 17. фебруара, а реванш мечеви 24. фебруара 2022. године.
| Тим #1                | рез.                | Тим #2         | прва утакмица | друга утакмица |
| --------------------- | ------------------- | -------------- | ------------- | -------------- |
| Севиља                | 3 : 2               | Динамо Загреб  | 3 : 1         | 0 : 1          |
| Аталанта              | 5 : 1               | Олимпијакос    | 2 : 1         | 3 : 0          |
| РБ Лајпциг            | 5 : 3               | Реал Сосиједад | 2 : 2         | 3 : 1          |
| Барселона             | 5 : 3               | Наполи         | 1 : 1         | 4 : 2          |
| Зенит Санкт Петербург | 2 : 3               | Реал Бетис     | 2 : 3         | 0 : 0          |
| Борусија Дортмунд     | 4 : 6               | Рејнџерс       | 2 : 4         | 2 : 2          |
| Шериф Тираспољ        | 2 : 3 (2 : 3, пен.) | Брага          | 2 : 0         | 0 : 3          |
| Порто                 | 4 : 3               | Лацио          | 2 : 1         | 2 : 2          |

## Осмина финала
Дана 28. фебруара 2022, због војне инвазије Русије на Украјину, УЕФА је суспендовала све руске клубове и репрезентацију Русије у свим својим такмичењима. Жреб је био одржан 25. фебруара 2022. године. Прве утакмице су игране 10. марта, а реванш мечеви 17. марта 2022. године.
| Тим #1     | рез.  | Тим #2 | прва утакмица | друга утакмица   |
| ---------- | ----- | --- | ------------- | ---------------- |
| Рејнџерс   | 4 : 2 | Црвена звезда | 3 : 0         | 1 : 2            |
| Брага      | 3 : 1 | Монако | 2 : 0         | 1 : 1            |
| Порто      | 1 : 2 | Олимпик Лион | 0 : 1         | 1 : 1            |
| Аталанта   | 4 : 2 | Бајер Леверкузен | 3 : 2         | 1 : 0            |
| Севиља     | 1 : 2 | Вест Хем јунајтед | 1 : 0         | 0 : 2 (п. с. н.) |
| Барселона  | 2 : 1 | Галатасарај | 0 : 0         | 2 : 1            |
| РБ Лајпциг |       | Спартак Москва\|\| colspan="3" data-sort-value="" style="background: #ececec; color: #2C2C2C; vertical-align: middle; text-align: center; " class="table-na" \| |               |                  |
| Реал Бетис | 2 : 3 | Ајнтрахт Франкфурт | 1 : 2         | 1 : 1 (п. с. н.) |

## Четвртфинале
Жреб је био одржан 18. марта 2022. године. Прве утакмице су игране 7. априла, а реванш мечеви 14. априла 2022. године.
| Тим #1             | рез.  | Тим #2       | прва утакмица | друга утакмица   |
| ------------------ | ----- | ------------ | ------------- | ---------------- |
| РБ Лајпциг         | 3 : 1 | Аталанта     | 1 : 1         | 2 : 0            |
| Ајнтрахт Франкфурт | 4 : 3 | Барселона    | 1 : 1         | 3 : 2            |
| Вест Хем јунајтед  | 4 : 1 | Олимпик Лион | 1 : 1         | 3 : 0            |
| Брага              | 2 : 3 | Рејнџерс     | 1 : 0         | 1 : 3 (п. с. н.) |

## Полуфинале
Жреб је био одржан 18. марта 2022. године. Прве утакмице су игране 28. априла, а реванш мечеви 5. маја 2022. године.
| Тим #1            | рез.  | Тим #2             | прва утакмица | друга утакмица |
| ----------------- | ----- | ------------------ | ------------- | -------------- |
| РБ Лајпциг        | 2 : 3 | Рејнџерс           | 1 : 0         | 1 : 3          |
| Вест Хем јунајтед | 1 : 3 | Ајнтрахт Франкфурт | 1 : 2         | 0 : 1          |

## Финале
Финални меч се играо 18. маја 2022. на стадиону Рамон Санчез Писхуан у Севиљи. На жребу 18. марта 2022. године било је одређено ко ће бити административни домаћин финала.
| Ајнтрахт Франкфурт                        | 1 : 1 (п. с. н.) | Рејнџерс                                    |
| ----------------------------------------- | ---------------- | ------------------------------------------- |
| - Боре 69’                                | Извештај         | - Арибо 57’                                 |
| Пенали                                    |                  |                                             |
| - Ленц - Хрустић - Камада - Костић - Боре | 5 : 4            | - Таверније - Дејвис - Арфилд - Ремзи - Руф |

| Освајач УЕФА Лиге Европе 2021/22. |
| --------------------------------- |
| ФК Ајнтрахт Франкфурт 2. титула   |

## Статистика
Статистика искључује квалификационе рунде и коло плеј-офа.

### Најбољи стрелци
| Место | Играч              | Клуб(ови)          | Голови | Минута |
| ----- | ------------------ | ------------------ | ------ | ------ |
| 1     | Џејмс Таверније    | Рејнџерс           | 7      | 1320   |
| 2     | Карл Токо Екамби   | Олимпик Лион       | 6      | 583    |
| 2     | Галено             | Брага · Порто      | 6      | 657    |
| 4     | Патсон Дака        | Лестер Сити        | 5      | 416    |
| 4     | Даичи Камада       | Ајнтрахт Франкфурт | 5      | 1108   |
| 6     | Александр Соболев  | Спартак Москва     | 4      | 311    |
| 6     | Виктор Осимхен     | Наполи             | 4      | 321    |
| 6     | Аркадјуш Милик     | Олимпик Марсељ     | 4      | 351    |
| 6     | Чиро Имобиле       | Лацио              | 4      | 524    |
| 6     | Кристофер Нкунку   | РБ Лајпциг         | 4      | 526    |
| 6     | Борха Иглесијас    | Реал Бетис         | 4      | 556    |
| 6     | Елиф Елмас         | Наполи             | 4      | 617    |
| 6     | Муса Дијаби        | Бајер Леверкузен   | 4      | 623    |
| 6     | Мислав Оршић       | Динамо Загреб      | 4      | 672    |
| 6     | Алфредо Морелос    | Рејнџерс           | 4      | 680    |
| 6     | Рафаел Сантос Боре | Ајнтрахт Франкфурт | 4      | 1093   |
| 6     | Рикардо Орта       | Брага              | 4      | 1119   |

Напомене
1. ↑  Галено је играо за Брагу током групне фазе и за Порто током елиминационе фазе, након свог трансфера у јануарском прелазном року.

### Најбољи асистенти
| Место | Играч             | Клуб               | Асистенције | Минута |
| ----- | ----------------- | ------------------ | ----------- | ------ |
| 1     | Филип Костић      | Ајнтрахт Франкфурт | 6           | 1140   |
| 2     | Флоријан Вирц     | Бајер Леверкузен   | 4           | 437    |
| 2     | Јури Медеирос     | Брага              | 4           | 674    |
| 2     | Рикардо Орта      | Брага              | 4           | 1119   |
| 5     | Келечи Ихеаначо   | Лестер Сити        | 3           | 273    |
| 5     | Александр Головин | Монако             | 3           | 331    |
| 5     | Андреа Петања     | Наполи             | 3           | 340    |
| 5     | Марио Геце        | ПСВ Ајндховен      | 3           | 421    |
| 5     | Анхелињо          | РБ Лајпциг         | 3           | 467    |
| 5     | Серхио Каналес    | Реал Бетис         | 3           | 495    |
| 5     | Виктор Мозиз      | Спартак Москва     | 3           | 525    |
| 5     | Набил Фекир       | Реал Бетис         | 3           | 596    |
| 5     | Муса Дијаби       | Бајер Леверкузен   | 3           | 623    |
| 5     | Пабло Форналс     | Вест Хем јунајтед  | 3           | 714    |
| 5     | Џо Арибо          | Рејнџерс           | 3           | 1111   |
| 5     | Рајан Кент        | Рејнџерс           | 3           | 1143   |

### Идеална екипа сезоне
Следећи играчи су уврштени у замишљену најбољу екипу сезону.
| Поз. | Играч              | Клуб(ови)          |
| ---- | ------------------ | ------------------ |
| Г    | Кевин Трап         | Ајнтрахт Франкфурт |
| О    | Крејг Досон        | Вест Хем јунајтед  |
| О    | Мартин Хинтерегер  | Ајнтрахт Франкфурт |
| О    | Калвин Басеј       | Рејнџерс           |
| С    | Џејмс Таверније    | Рејнџерс           |
| С    | Конрад Лајмер      | РБ Лајпциг         |
| С    | Деклан Рајс        | Вест Хем јунајтед  |
| С    | Филип Костић       | Ајнтрахт Франкфурт |
| Н    | Кристофер Нкунку   | РБ Лајпциг         |
| Н    | Рафаел Сантос Боре | Ајнтрахт Франкфурт |
| Н    | Рајан Кент         | Рејнџерс           |

### Најбољи играч сезоне
- Филип Костић (Ајнтрахт Франкфурт)[18]

### Најбољи млади играч сезоне
- Ансгар Кнауф (Ајнтрахт Франкфурт)[19]